# Пинангский фуникулёр
Пинангский фуникулёр, один из старейших в Азии и единственный в Малайзии, соединяет пригород Джорджтауна Айер-Итам и обзорную площадку Skywalk на вершине горы Пинанг-Хилл.
Замысел о сооружении железнодорожного пути к самой высокой точке острова Пинанг родился в конце XIX века благодаря прохладному микроклимату горы Пинанг-Хилл, располагающему к отдыху. В 1897 году при поддержке британской колониальной администрации тремя местными англичанами была создана частная компания по сооружению горной железной дороги с локомотивом на паровой тяге. Линию строили с 1901 по 1905 год, но из-за её технического несовершенства она так и не была введена в эксплуатацию.
В 1909 году инженер Малайских железных дорог Арнольд Р. Джонсон на основе швейцарских разработок спроектировал фуникулёрную дорогу длиной чуть более двух километров. Поскольку уклон внизу и ближе к вершине сильно различается, было принято решение построить последовательно два однопутных фуникулёра с пересадкой на средней станции. В обеих секциях курсировало по два вагона вместимостью в 40 пассажиров каждый, стальные тросы протягивались электродвигателями, запитанными от источника напряжения 500 вольт.
Пробная эксплуатация сооружения началась 21 октября 1923 года, и после успешных испытаний 1 января 1924 года фуникулёрная дорога была торжественно открыта губернатором Стрейтс-Сетлментс сэром Лоуренсом Гийемаром. За первый год работы, сделав более 4 тысяч рейсов, она перевезла 35 тысяч пассажиров. Подъём на фуникулёре с пересадкой на средней станции занимал около 30 минут. Первые вагоны, курсировавшие до 1977 года, были деревянными, с салонами 1 и 2 класса; один из этих вагонов установлен ныне рядом с путями, туристы могут увидеть его при подъёме. 1 февраля 1977 года дорога была передана из ведения муниципалитета Джорджтауна штату Пинанг. Тогда же исторические деревянные вагоны были заменены на металлические производства Швейцарии. Они были рассчитаны на 80 пассажиров (в основном, стоячих), окрашены в красный цвет, снабжены вентиляторами и раздвижными дверьми.
Тем не менее, к XXI веку дорога, ставшая к этому времени популярным туристическим аттракционом, постепенно пришла в упадок; и в 2010 году её подвергли капитальной реконструкции в целях увеличения пропускной способности и скорости подъёма. Железнодорожные пути были полностью переложены так, что теперь они обслуживаются одним фуникулёром — с разъездом на месте бывшей средней станции. Каждый из пары кондиционированных вагонов бело-синего цвета (также швейцарских) грузоподъёмностью 7,5 тонн способен перевозить до 100 пассажиров со скоростью 10 метров в секунду. Время в пути уменьшилось, таким образом, до 5 минут, а пропускная способность системы увеличилась вчетверо — до тысячи человек в час. Построили также новые просторные здания верхней и нижней станции, использовав для строительства в том числе шпалы разобранных старых путей. 25 апреля 2011 года фуникулёрная линия возобновила свою работу.
Однако уже через несколько лет система вновь подошла к пределам пропускной способности, перевезя в 2018 году 1740 тысяч человек. В связи с этим федеральное правительство Малайзии объявило о планах постройки дополнительно к фуникулёру канатной дороги, которая свяжет вершину горы Пенанг-Хилл с ботаническим садом Пенанга.
Длина железнодорожного пути современного фуникулёра составляет 1996 метров, перепад высоты — 691,4 метра. Уклон на разных участках дороги варьируется от 11 до 28 градусов. Мощность электрического двигателя, приводящего систему в движение, — 710 киловатт. Дорога частично проходит по виадуку, а ближе к вершине — через тоннель длиной 79 метров, который называют самым круто поднимающимся тоннелем в мире. На пути есть несколько промежуточных станций «по требованию», которыми могут пользоваться только местные жители.

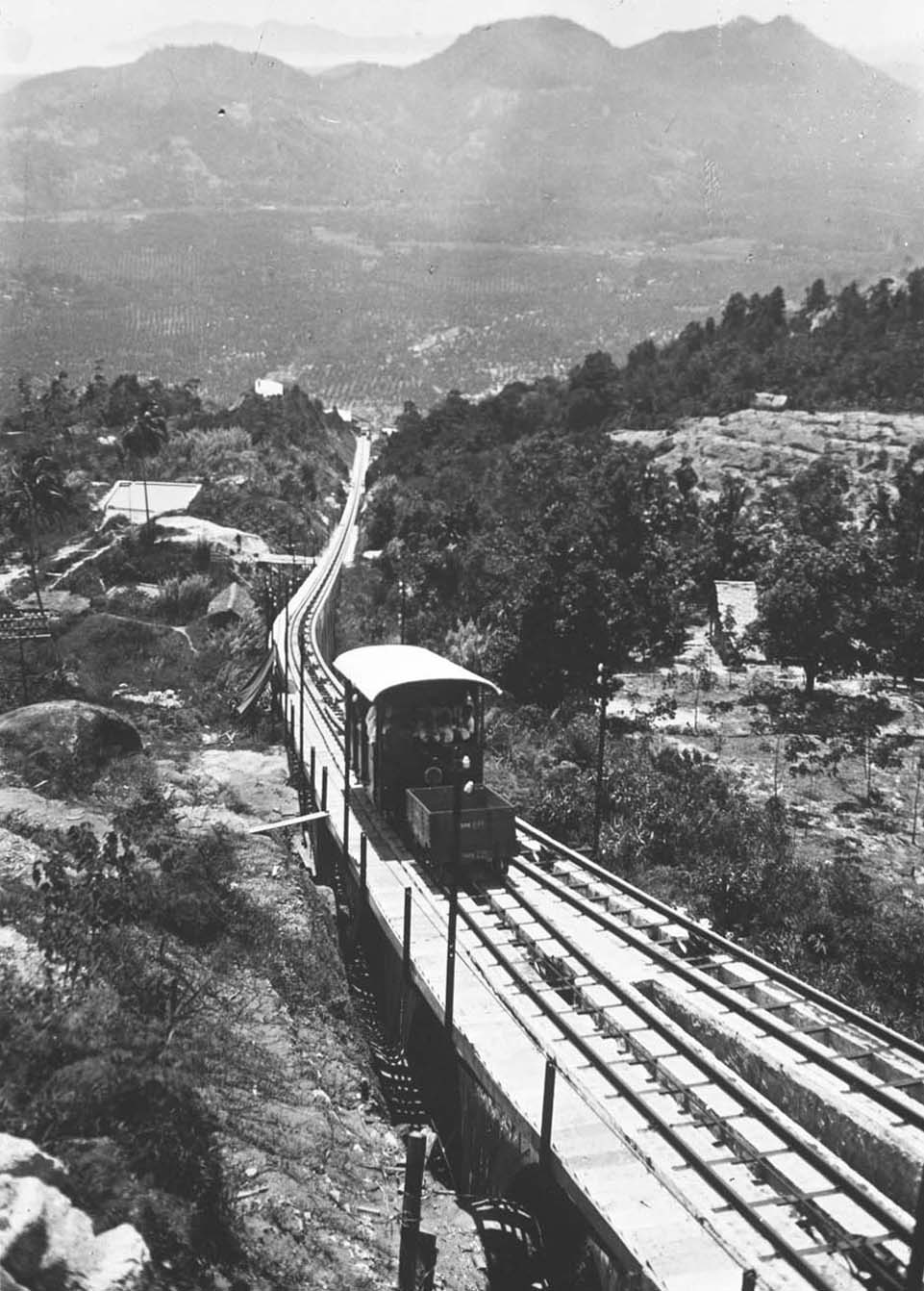
1920-е годы
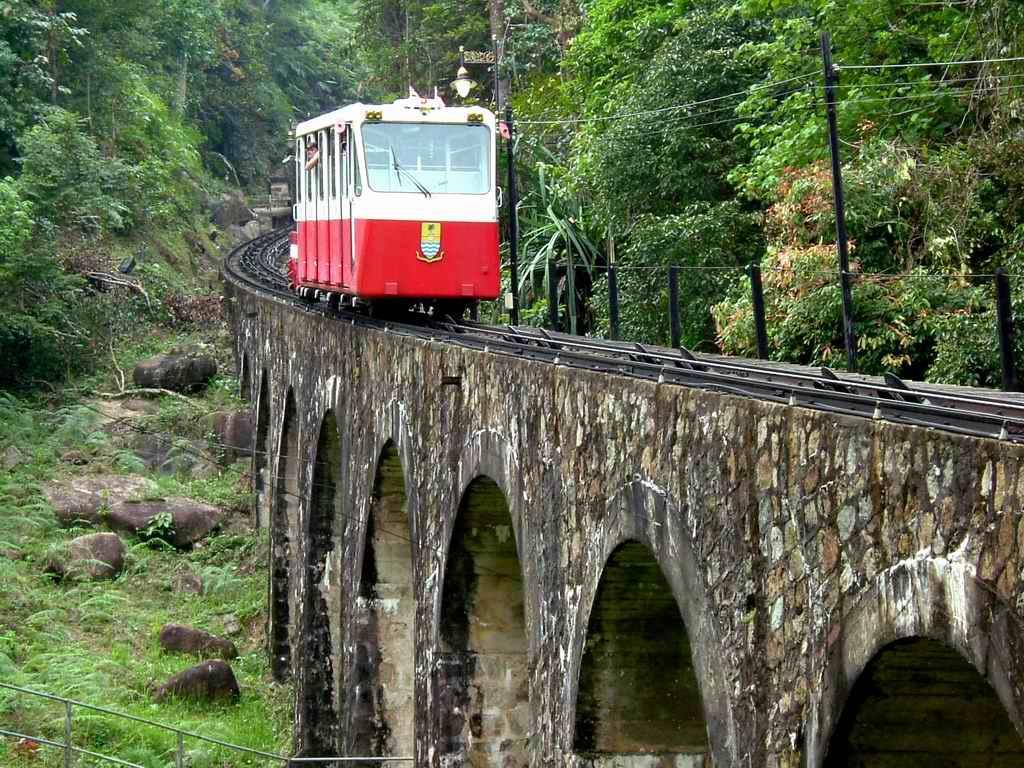
2000-е годы
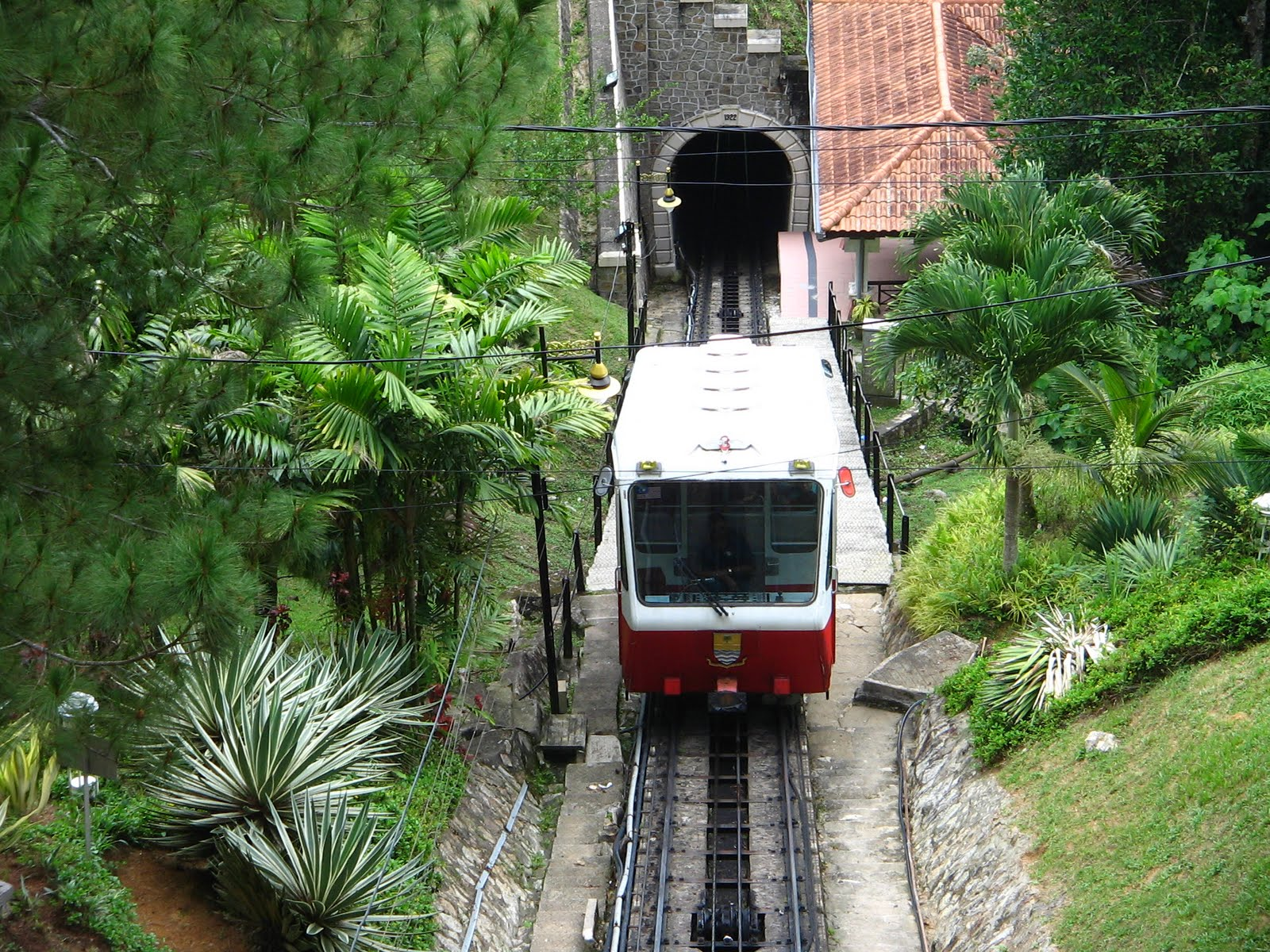
Портал тоннеля
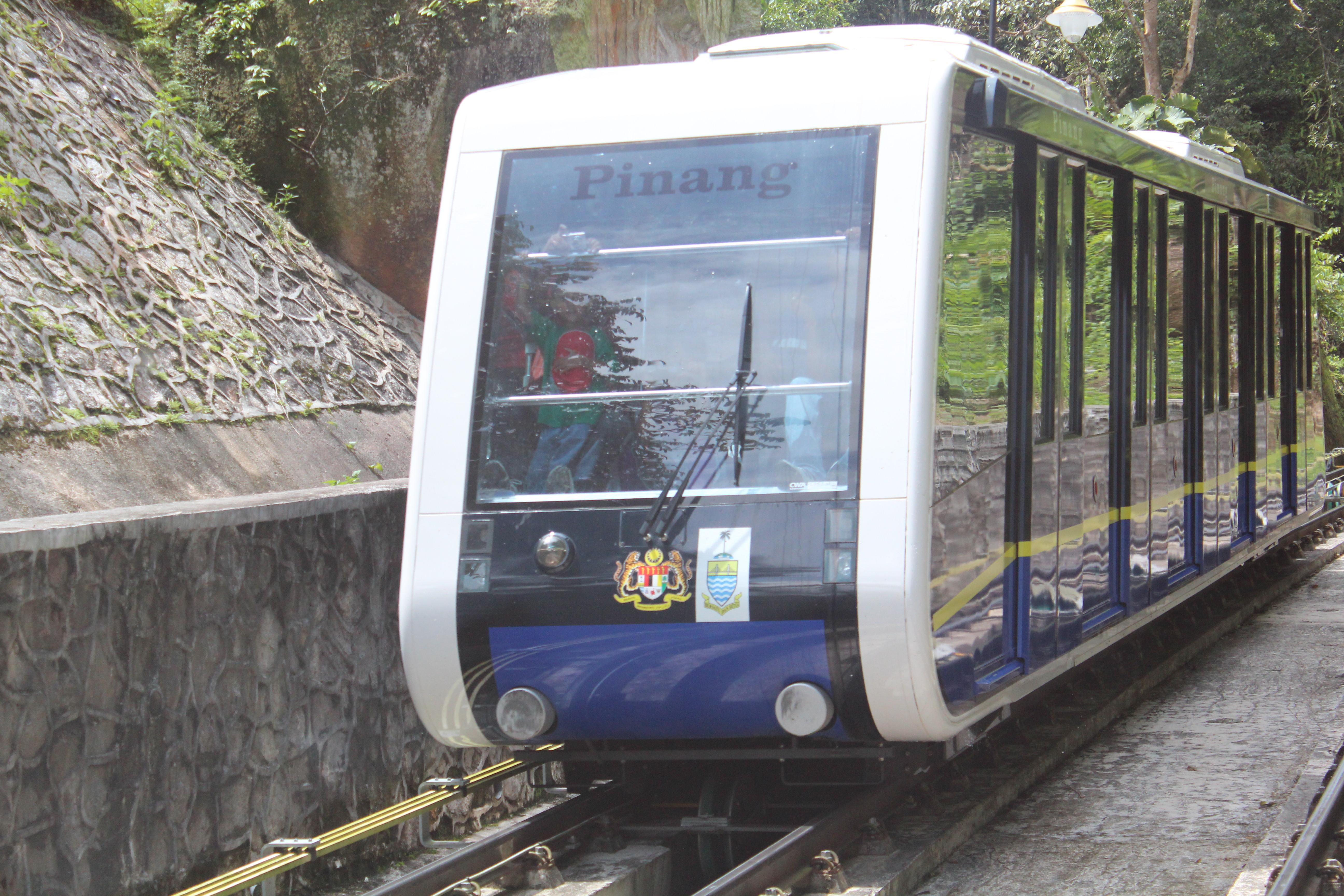
Современный вагон